# Heterophyllium adscendens
Heterophyllium adscendens là một loài rêu trong họ Sematophyllaceae. Loài này được (Lindb.) Broth. mô tả khoa học đầu tiên năm 1925.